# Hergest Ridge
Hergest Ridge – drugi studyjny album Mike’a Oldfielda, nagrany w 1974. Nazwa albumu pochodzi od wzgórza o tej samej nazwie, niedaleko którego Oldfield mieszkał nagrywając album.

## Utwory
Album zawiera:
1. Hergest Ridge, Pt. 1 – 21:30
2. Hergest Ridge, Pt. 2 – 18:45